# Mk 44 Bushmaster II
Mk 44 Bushmaster II — ланцюгова гармата калібру 30 мм виробництва Alliant Techsystems. Є подальшим розвитком 25 мм гармати M242 Bushmaster і на 70 % використовує такі самі частин як і M242 зі збільшенням вогневої потужності на 50 % з лише на 20 % збільшеним калібром.
Для продовження терміну придатності ствол хромовано. Гармата використовує стандартні боєприпаси від гармати GAU-8 Avenger які включають у себе ББ (бронебійні), ОФ (осколково-фугасні) та БОПС (бронебійні оперені підкаліберні) снаряди.
Гармату можна переробити під калібр 40 мм, що передбачає заміну ствола та кілька основних частин, для використання снаряда Super 40. Її можна також модернізувати для використання зі снарядом 30×170 мм RARDEN.

## Історія
Гармата Bushmaster II є стандартним основним озброєнням Bionix-II AFV який стоїть на озброєнні сінгапурської армії, KTO Rosomak на польській службі як і CV90 AFVs  які використовують у фінській, норвезькій та швейцарській арміях.  Також ВПС США обрали цю гармату для заміни 25 мм та 40 мм гармат на ганшипах AC-130U у 2007, пізніше цей план було скасовано. Expeditionary Fighting Vehicle Корпусу морської піхоти США, який було скасовано, також повинен був отримати цю гармату.  Деякі кораблі ВМС США, наприклад новий десантний транспортний док San Antonio озброєні Bushmaster II для захисту від наземних загроз.
Гармата Bushmaster II у оборонній системі DS30M Mark 2 Automated Small Calibre Gun (ASCG) яка встановлена на фрегатах Type 23 Королівського флоту.
ВПС США випробували гармати Bushmaster II на своїх ганшипах AC-130U для заміни гармат GAU-12 та Bofors 40 мм.11 серпня 2008 спроба була скасована через невелику точність гармати Bushmaster. 9 липня 2012 ВПС представили нову версію Bushmaster під назвою GAU-23/A.  Гармату будуть встановлювати на ударні літаки AC-130W та AC-130J.

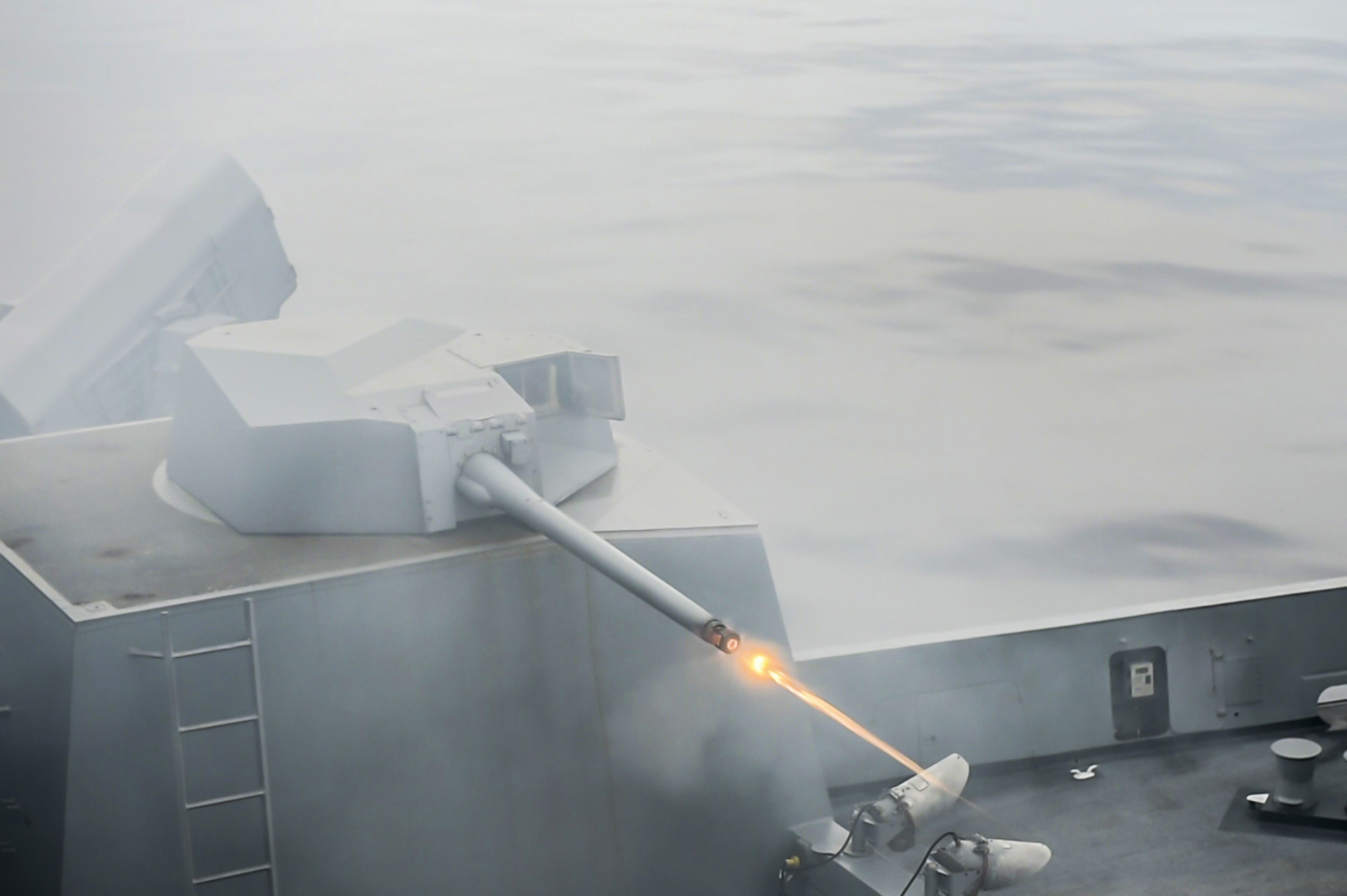
Mk 46 Mod 2 GWS на борту транспортного корабля класу San Antonio Green Bay, 2016.

ВМС США.S. Navy використовують Mk 44 Bushmaster II у гарматній системі Mk 46 Mod 2.  Систему розробляє General Dynamics для захисту бойових кораблів від малих , швидкісних кораблів.  Башта Mk 46 складається з 30 мм ланцюгової гармати, спрямованого вперед інфрачервоного сенсора, телекамери для низького освітлення та лазерного далекоміра.  Темп вогню 200 пострілів за хвилину, магазин на 400 набоїв по 200 набоїв у двох барабанах.  Ефективна дальність стрільби 2000 м для фугасних і бронебійних снарядів, при використанні підкаліберних снарядів дальність збільшується.  Комплекс Mk 46 GWS встановлено на десантні транспортні доки класу San Antonio і може встановлюватися на прибережні бойові кораблі класу Freedom та Independence. У 2012 ВМС прийняли рішення про заміну гармат Mk 110 57 мм на есмінцях класу Zumwalt на Mk 46 GWS.

## XM813
XM813 Bushmaster базується на Mk 44 і пропонується як оновлення для M1126 Stryker та M2 Bradley, також є претендентом на основне озброєння бойової машини піхоти GCV.  Покращення включає в себе подовжений на один дюйм ствол, інтегроване кріплення збільшує пробивну властивість першого пострілу до 10 відсотків, а подвійна система віддачі покращує точність.  Гармата має безланкову систему подачі. 30 мм ланцюгова гармата може стріляти шрапнельними снаряду Mk 310 для стрільби по цілям які закриті рельєфом. Командування досліджень, розробки та інженерії армії США допомогло покращити XM813 загалом для забезпечення безпеки і установки башти.  Змінивши лише п'ять частин, калібр гармати можна збільшити до 40 мм.  Станом на листопад 2013 гармата XM813 проходила тестування на Абердинському полігоні протягом трьох місяців, де було зроблено 40000 пострілів між збоями. У дострокових планах є встановлення на бойові машини гармат Bushmaster III 35мм/50мм.
Гармата XM813 була продемонстрована 10 вересня 2014 на цифровому багатоцільовому стрілецькому комплексі ARDEC.  Гармату було встановлено на ББМ Bradley і вели вогонь по цілям на відстані до 1 500 метрів (0,93 миля). Покращена система керування вогнем дає можливість точно вести вогонь по цілям короткими чергами, інколи двома-трьома пострілами замість 10.  Гармата XM813 30 мм повинна замінити M242 Bushmaster 25 мм ланцюгову гармату, і може бути встановлена на інших машинах окрім Bradley. Не було продемонстровано безланкові шрапнельні снаряди, за допомогою яких збільшується убивчу силу по живій силі противника який сховався у рельєфі.
На початку 2015, Армія США затвердили оновлення для 81 ББМ Stryker для бригадної бойової групи Stryker яка розташована у Європі з заміною на гармату Mk 44 30 мм Bushmaster для збільшення ураження легкоброньованих машин які використовує Росія на цьому ТВД. Гармати будуть встановлені у 2018, і можливо стануть першим кроком до встановлення гармат Bushmaster на 1000 ББМ Stryker; варіант XM813 буде встановлено на Stryker. XM813 продемонструвала дальність стрільби до 3 000 метрів (1,9 миля) з точною стрільбою, що майже вдвічі краще ніж стрільба з кулемета M2 .50 калібру який має максимальну ефективну дальність у 1 830 метрів (1,14 миля).  Перші покращені Stryker, відомі як "Dragoon", для 2-го Кавалерійського полку будуть поставлені у жовтні 2016.

## Оператори
- Бразилія
  - Армія: VBTP-MR Guarani[16]
  - Флот: Корвет класу Port of Spain
- Чехія
  - Армія: Pandur II CZ
- Фінляндія
  - Армія: CV9030FIN
- Ірландія
  - Армія: Mowag Piranha
- Республіка Китай
  - Армія: CM32 (БТР)
- Японія
  - Берегова охорона: патрульний катер класу Hateruma
- Литва
  - Армія: IFV Vilkas[17][18]
- Нідерланди
  - Флот: Патрульний катер класу Holland та корабель підтримки класу Karel Doorman
- Норвегія
  - Армія: CV9030N
- Польща
  - Армія: KTO Rosomak
- Португалія
  - Армія: Pandur II
- Сінгапур
  - Army: Bionix II
- Швейцарія
  - Армія: CV9030CH
- Таїланд
  - Флот: фрегат класу Tachin, фрегат класу Naresuan, патрульний корабель класу Krabi, патрульне судно класу Leamsing (гармата), берегове патрульне судно класу T.991, берегове патрульне судно класу T.994, амфібійний транспортний док класу Angthong та протимінний корабель класу Ladya
- Велика Британія
  - Флот: фрегат Type 23
 Ескадрені міноносці типу 45
- США
  - Флот: Десантні транспорти-доки типу «Сан-Антоніо», береговий бойовий корабель та ескадрені міноносці типу «Зумвольт»
  - ВПС: AC-130J (GAU-23/A)
- Україна
  - Флот: Mark Vl